# Poyntonia paludicola
Genre
Espèce
Statut de conservation UICN

 NT  : Quasi menacé
Poyntonia paludicola, unique représentant du genre Poyntonia, est une espèce d'amphibiens de la famille des Pyxicephalidae.

## Répartition
Cette espèce est endémique du Sud-Ouest de la province de Cap-Occidental en Afrique du Sud. Elle se rencontre entre 200 et 1 800 m d'altitude.

## Étymologie
Le nom spécifique paludicola vient du latin paludicolus, habitant des marais, en référence à l'habitat de cette espèce. Le genre est nommé en l'honneur de John Charles Poynton.

## Publication originale
- Channing & Boycott, 1989 : A new frog genus and species from the mountains of the southwestern Cape, South Africa (Anura: Ranidae). Copeia, vol. 1989, no 2, p. 467-471.